# Nález pokladu
Nález pokladu je historický způsob originárního nabytí vlastnictví věci, která je pokladem. Jakožto soukromoprávní institut byl postupně nahrazen především institutem archeologického nálezu, u kterého se už jednoznačně projevuje veřejnoprávní zájem státu na ochraně kulturního dědictví.
V římském právu nález pokladu definoval právník Paulus pomocí dvou podmínek: muselo jít o ukryté peníze, a zároveň už muselo zaniknout vědomí o tom, kdo je jejich vlastníkem. V praxi však kromě peněz šlo patrně i o jiné cennosti. Poklad připadal jeho nálezci, určitá práva měl ale i vlastník pozemku, kde byl nalezen. Od doby císaře Hadriána bylo již pevně stanoveno, že vlastníkovi pozemku patří vždy alespoň polovina pokladu, jestliže jej nálezce hledal bez jeho dovolení, pak poklad celý. Obdobně nález pokladu upravoval i obecný zákoník občanský (§ 398–401), který poklad stanovil jako peníze, šperky nebo jiné drahocennosti, které byly tak dlouho ukryty, že jejich vlastníka už nelze zjistit. O nálezu pokladu bylo zapotřebí vždy učinit oznámení zemské správě a poté byl rozdělen na třetiny. Jednu získal stát, druhou náhodný nálezce a třetí vlastník pozemku. Jestliže by ale nálezce poklad zatajil nebo jej hledal záměrně a bez vědomí vlastníka pozemku, jeho třetina by připadla tomu, kdo by o tom učinil oznámení, případně státu.
Po roce 1950 se však pojem nález pokladu z českého práva vytratil a tak jde vždy buď o obecný nález věci věci skryté nebo o archeologický nález, ke kterým nálezce vlastnictví nezískává.